# Alfa Pyxidis
Alfa Pyxidis (α Pyx / HD 74575 / HR 3468) es la estrella más brillante de la constelación de Pyxis, la brújula, con magnitud aparente +3,68. Ocasionalmente recibe el nombre de Al Sumut, del árabe السموت al-sumūt, «camino» o «dirección» de la brújula.
Alfa Pyxidis es una gigante azul de tipo espectral B1.5III, una estrella caliente con una temperatura superficial de 22.900 K.
Su luminosidad, incluyendo una parte importante de su energía que es radiada en el ultravioleta, es 18 000 veces mayor que la luminosidad solar.
Desde la Tierra no aparece más brillante debido a la gran distancia a la que se encuentra, unos 850 años luz, unido a su posición cerca del centro de la galaxia que hace que el polvo interestelar mitigue su brillo en un 30 %.
Con un diámetro 8 veces mayor que el del Sol, sus parámetros indican que más que una gigante, es una estrella de la secuencia principal de unas 11 masas solares con una edad aproximada de 18 millones de años.
Alfa Pyxidis parece estar rodeada de un caparazón en expansión y puede ser una estrella variable del tipo Beta Cephei.